# گلوژانه (ولاسوتینتسه)
گلوژانه (به صربی: Gložane) یک روستا در صربستان است که در ولاسوتینتسه واقع شده‌است. گلوژانه ۶۹۰ نفر جمعیت دارد.